# رودي غيرنريتش
رودولف «رودي» غيرنريتش (8 أغسطس 1922-21 أبريل 1985) هو مصمم أزياء أمريكي من مواليد النمسا. يُنظر إلى تصميماته للملابس الطليعية (الريادية) عمومًا على أنها الموضة الأكثر ابتكارًا وديناميكية في ستينات القرن العشرين. استخدم تصميم الأزياء قصدًا باعتباره تعبيرًا اجتماعيًا لتعزيز الحرية الجنسية، وإنتاج الملابس التي تتبع الشكل الطبيعي لجسد الأنثى، وتحريرهن من قيود الموضة الراقية.
اشتهر غيرنريتش بالاستخدام المبكر للفينيل والبلاستيك في الملابس، واستخدامه للقصاصات. صمم أول ثونغ (لباس سباحة)، وهو لباس للجنسين، وأول لباس سباحة بدون حمالة صدر مدمجة، وأول حمالة صدر بسيطة وشفافة وناعمة، والتي أُطلِق عليها اسم (نو برا)، وصمم أول مونوكوني عاري الصدر. حصل أربع مرات على جائزة نقاد الموضة الأمريكيين المقدمة من شركة كوتي. أنتج ما يُعتبر أول فيديو عن الموضة بعنوان الأسود الأساسي: ويليام كلاكستون مع بيغي موفّيت في عام 1966. امتلك غيرنريتش مهنة طويلة وغير تقليدية في مجال تصميم الأزياء.
كان عضوًا مؤسسًا وداعمًا ماليًا للأنشطة المبكرة لجمعية ماتاشين، وهي من أوائل المدافعين عن حقوق المثليين في أمريكا. دفع حدود الموضة المقبولة بوعي، واستخدم تصميماته كفرصة للتعليق على القضايا الاجتماعية، ولتوسيع تصور المجتمع لما هو مقبول.

## الحياة المهنية
عمل غيرنريتش لفترة قصيرة في تصميم أزياء هوليوود، ولكنه كره ذلك. انضم إلى شركة ليستير هورتون للرقص الحديث كراقص ومصمم في عام 1942. قال غيرنريتش: «لم أكن راقصًا جيدة أبدًا، ولكنني أردت أن أصبح مصمم رقصات، ولكن هذا لم يحدث أبدًا». قال غيرنريتش عن الفترة التي قضاها في المسرح إن الرقص جعله «على دراية بما تفعله الملابس لبقية الجسد». انتقل بعدها من تصميم الأقمشة إلى تصميم الأزياء.
حدد المصممون في باريس مناخ الموضة في ذلك الوقت. عمل غيرنريتش لفترة قصيرة في عام 1949 في نيويورك لدى دار جورج كارمل، ولكنه لم يعجبه المنصب بسبب شعوره بالضغط لتقليد الموضة الباريسية؛ فقال: «كان كل شخص لديه درجة من الموهبة مدفوعًا بمستوى من الذوق الرفيع والولاء المطلق لباريس. كان ديور، وفاث، وبالنسياغا آلهة وملوكًا. لا يمكنك أن تحيد عن نظرتهم».
استمر غيرنريتش بالمحاولة في الدخول إلى عالم الموضة في عام 1951، فحصل على وظيفة مع موريس ناغل للتصميم لدى شركة فيرزاتوغز، ولكن ناغل طلب منه التمسك بتصاميم الشركة التي كرهها.
بدأ غيرنريتش في تصميم مجموعة ملابسه الخاصة في لوس أنجلوس ونيويورك حتى عام 1951؛ وذلك عندما أقنعه زميله المهاجر من فيينا والتر باس في بيفرلي هيلز بتوقيع عقد لمدة سبع سنوات معه. أنتجت شركة ويليام باس مجموعة من الفساتين التي باعوها إلى جاك هانسون، صاحب متجر جاكس، وهو متجر ناشئ في لوس أنجلوس يركز على الملابس الطليعية التي كانت ممتعة ومغامرة. صمم غيرنريتش أيضًا أزياء ليستر هورتون حتى عام 1952، وتعاون خلال معظم خمسينات القرن الماضي مع الناجية المجرية من الهولوكوست والمهاجرة رينيه فايرستون في لوس أنجلوس، قبل أن تبدأ خط إنتاجها الخاص في عام 1960.
بدأ في تصميم ملابس السباحة لشركة ويستوود نيتينغ ميلز في لوس أنجلوس في عام 1955، ووظّفوه في عام 1959 كمصمم ملابس سباحة. عينته شركة غينسكو كمصمم أحذية في عام 1959. أكمل عقده لمدة سبع سنوات مع والتر باس في عام 1960، وأسس شركته، جي. أر. للتصاميم، في لوس أنجلوس. غيَّر بعدها اسم شركته إلى رودي غيرنريتش في عام 1964. ظهرت تصميماته في ما يُعتبر عمومًا أول فيديو للأزياء بعنوان: الأسود الأساسي: ويليام كلاكستون مع بيغي موفّيت في عام 1966.
افتتح غيرنريتش صالة عرض في شارع سيفينث أفينيو بمدينة نيويورك في أوائل ستينات القرن العشرين؛ وعرض تصميماته الشهيرة لأزياء هارمون المحبوكة ومجموعة الملابس التجريبية الأكثر تكلفة. أراد غيرنريتش أن تكون تصاميمه ميسورة التكلفة، فكسر في عام 1966 القاعدة غير المكتوبة للأزياء الأمريكية التي تمنع بيع تصاميم المصممين للمتاجر متعددة الأفرع. اتخذ إجراء غير مسبوق بتوقيع عقد مع سلسلة متاجر مونتغومري وارد في 3 يناير 1966. أثبتت أزياء رودي شعبيتها، واستمرت لعدة مواسم، مما دل على أن التصميم الأصلي سيباع بأسعار شعبية.
صمم غيرنريتش زي مونبيس ألفا الذي ارتدته الشخصيات الرئيسية في مسلسل الخيال العلمي التلفزيوني البريطاني في سبعينات القرن العشرين، الفضاء: 1999، مما دفع حدود المظهر المستقبلي في الملابس أكثر على مدار ثلاثة عقود.

### مونوكيني
يشتهر غيرنريتش بتصميمه لأول لباس سباحة عاري الصدر، والذي أُطلِق عليه اسم «مونوكيني». ابتكر غيرنريتش المونوكيني في نهاية عام 1963، بعد أن دعته سوزان كيرتلاند من مجلة لوك، وطلبت منه أن يرسم لباسًا يواكب قصص صيحات الموضة ويوازي خطوط الموضة المستقبلية. تخيل غيرنريتش لأول مرة في ذلك الشهر لباس سباحة عاري الصدر أصبح لاحقًا مونوكيني. تشابه الجزء السفلي للمونوكيني لنمط مايوه ميلوت (مايوه من قطعة واحدة)، ولكنه انتهى عند منتصف الجذع، وزوِّد برباطين يمرّان بين الثديين ويُربطان حول العنق.
نُشرت صورة زوجة كلاكستون بيغي موفّيت وهي تعرض التصميم في مجلة وومينز وير ديلي في 4 يونيو 1964؛ وأثارت جدلًا كبيرًا في الولايات المتحدة ودول أخرى. قالت موفّيت إن التصميم كان تطورًا منطقيًا لأفكار غيرنريتش الطليعية في تصميم ملابس السباحة بقدر ما كان رمزًا فاضحًا للمجتمع المتساهل. رأى غيرنريتش في ملابس السباحة احتجاجًا على المجتمع القمعي، وتوقع أن «يُكشَف عن صدر النساء في غضون خمس سنوات». رأى أن إبراز ثدي المرأة هو شكل من أشكال الحرية.
لم ينوي غيرنريتش في البداية إنتاج التصميم بهدف تجاري، ولكن كيرتلاند من مجلة لوك شجعته على إتاحته للجمهور. قال غيرنريتش: «اعتقدت أننا سنبيع ست أو سبع قطع منه فقط، ولكنني قررت تصميمه على أي حال». قالت موفّيت لاحقًا إن المونوكيني «كان بيانًا سياسيًا، ولم يكن من المفترض ارتداؤه في الأماكن العامة».
أخبر غيرنريتش الناشطة النسوية غلوريا ستاينم في مقابلة في يناير 1965 إنه سيفعل ذلك مرة أخرى على الرغم من الانتقادات التي وُجِّهت إليه.
ينجح المصمم أو يفشل في تصميمه لمجموعة كاملة كل عام، وليس في تصميم واحد فقط. لم يفيدني هذا التصميم عاري الصدر شيئًا في الوقت الحالي سوى الاستغناء عن عملي، ولكن في النهاية، أنا متأكد من أن بروز اسمي دوليًا سيكون مفيدًا. لن أفعل ذلك مجددًا لهذا السبب، بل لأنني أعتقد أن الكشف عن الصدر، من خلال المبالغة في حرية جديدة للجسد وتعظيمها، سيجعل درجة الحرية المعتدلة والصحيحة أكثر قبولًا.
صمم غيرنريتش لاحقًا «البيوبيكيني»، وهو بكيني يغطي الجزء السفلي من الجسم ذو فتحة في المقدمة تكشف عن شعر العانة المصبوغ بأشكاله.